# Каца камен
43° 16′ 52″ С; 22° 50′ 42″ И / 43.2811339° С; 22.8450368° И
Каца камен је спомен обележје које се налази на самој српско—бугарској граници у пиротском округу. До овог места се може стићи из правца села Јеловица. Овај споменички простор са спомен плочом је проглашен за културно добро од 9. јуна 1987. године одлуком скупштине општине Пирот. 
Сам Каца камен је вис изнад кога је стена висине од око 10 метара. 

## Други светски рат
На овом месту су свирепо убијени сељаци из Горњег Висока од стране  припадника бугарских окупационих снага. Међу убијенима је била и једна жена.
Више о овом догађају је писао Никола Костић за Пиротски зборник: Овде су колону зауставили, јер нису могли даље. Ону једанаесторицу су задржали код Каце, где су са својим чуварима преноћили. Шта су им радили те ноћи нико не може поуздано да зна. Али да су убијени на најсвирепији начин, у то нико не сумња. Рано изјутра, 21. јуна 1944. године, поређали су их на једном платоу поред Каце, иза кога се налази дубоки амбис. Око 5 часова чули су се пуцњи. Колона је кренула опет, али без једанаесторо који су остали да леже тамо где их ни птице грабљивице не могу да пронађу. Како су их убијали, падали су у амбис, котрљајући се све до дна, на коме су се гомилали један изнад другог. Добринка је ударила у дрво при врху амбиса и вероватно се закачила хаљином. Неколико дана је била жива. Бугарски козари су чули женски глас који је неколико дана запомагао, али се због неприступачности места, страха од власти и неразговетности из ког правца долази звук, нису могли одазвати...
У стени су утиснуте две плоче које подсећају на овај догађај а на једној од њих су исписана имена жртава: Ђорђевић Добринка, Цветковић Димитрије, Игић Александар, Костић Д. Ђорђе, Костић Петар, Живковић Димитрије, Ђорђевић Сретен, Николић Василије, Костић Р. Ђорђе, Живковић Алекса, Андрејић Петар, Андрејић Јован.